# سیارک ۴۷۲۷
سیارک ۴۷۲۷ (به انگلیسی: 4727 Ravel، نامگذاری:1979UD1) چهار هزار و هفتصد و بیست و هفتمین سیارک کشف شده‌است که در ۲۴ اکتبر ۱۹۷۹ کشف شد.
قدر مطلق سیارک برابر ۱۲٫۸۰ است.